# مه برنباوم
مه برنباوم (انگلیسی: May Berenbaum؛ زادهٔ ۲۲ ژوئیهٔ ۱۹۵۳) دانشمند در زمینه حشره‌شناسی اهل ایالات متحده آمریکا است.
وی همچنین برندهٔ جوایزی همچون نشان ملی علوم شده‌است.